# RCS Tower A2
RCS Tower A2 è un edificio situato a Milano e progettato dall'architetto Stefano Boeri.

## Descrizione
L'edificio, utilizzato come sede della Rizzoli Libri, è stato ideato dall'architetto italiano Boeri negli spazi dove prima vi erano i vecchi uffici dell'omonima casa editrice. Esteticamente esso si presenta come un lungo fabbricato dalla forma a parallelepipedo a sviluppo orizzontale, con le facciate caratterizzata da una serie di rettangoli dalla trama tricolore bianco-grigio-nero che si alternano con le finestre su tutto l'edificio, che formano tra di loro delle rientranze disomogenee che rendono la superficie della struttura non lineare. Esso si trova nei pressi del RCS Edificio C sempre disegnato dall'architetto milanese ed è stato inaugurato alla fine del 2010.